# Ricky García
Ricky Denis García (Puerto Cortés, 27 de julho de 1971) é um ex-futebolista hondurenho que atuava como meia.

## Carreira
Ricky García integrou a Seleção Hondurenha de Futebol na Copa América de 2001.

## Títulos
Seleção Hondurenha
- Copa América de 2001: 3º Lugar